# Atsushi Arai
Atsushi Arai (em japonês:  荒井 陸, Arai Atsushi; Kawasaki, 3 de fevereiro de 1994) é um jogador de polo aquático japonês.

## Carreira
Arai integrou a Seleção Japonesa de Polo Aquático que ficou em décimo segundo lugar nos Jogos Olímpicos de 2016.